# Pietjesbak
Pietjesbak (of Pitjesbak) is een oud Vlaams dobbelspel met drie dobbelstenen voor twee tot acht spelers. Een pietjesbak is een achthoekige, houten speelbak met een diameter van ongeveer 38 centimeter waarvan de binnenkant bekleed is met vilt. Van dit spel, dat vaak in cafés gespeeld werd, bestaan vele varianten. Het woord pietjesbak zou verwijzen naar de ogen die op de dobbelstenen staan. De gelijkenis met pitten van vruchten (ook pitjes genoemd) is hier een mogelijke uitleg voor. Maar een andere uitleg is dat de pietjes de krijtschreefjes of -streepjes zijn op de houten rand (zie hieronder). 
Over het algemeen moet de verliezer - de persoon die in één ronde het laagste aantal ogen gegooid heeft - de medespelers trakteren.

## Spelverloop
Elke speler zet hetzelfde aantal krijtstreepjes op zijn kant van de pietjesbak, naargelang het gezelschap en de traditie, doorgaans negen. Iedereen gooit één dobbelsteen om te bepalen wie er begint. Bij een ex aequo wordt er nogmaals gegooid.
De eerste speler gooit drie dobbelstenen. Na de eerste worp mag hij stoppen. Dit heet "stoefen". Wanneer de speler denkt dat hij hoger kan gooien, mag hij een 2e of 3e keer met de 3 dobbelstenen gooien. De waarde van zijn laatste worp geldt.
De andere spelers hebben slechts hetzelfde aantal pogingen als dat de beginner gooide. Dus de andere spelers hebben maximaal drie pogingen.
Wie de hoogste worp gegooid heeft mag een, twee of drie streepjes uitwissen (afhankelijk van wat hij/zij gooit). 
De waarde van één dobbelsteen is:
- 1 oog = 100 punten
- 6 ogen = 60 punten
- 5, 4, 3, 2 ogen = 5, 4, 3, 2 punten

De totale waarde van de drie dobbelstenen, gerangschikt van hoog naar laag, is: 
- Drie apen, azen: 1, 1, 1 → winst/verlies van het spel
- Soixante-neuf: 6, 5, 4 → bij winst 3 streepjes uitwissen
- Zand: driemaal dezelfde waarde: zand = zand (In het Frans: zanzi, en «tous les zanzis barrent» [alle zanden zijn gelijk, woordenspel op "Zanzibar"])
- Andere: som van de drie dobbelstenen, bijvoorbeeld 1, 4, 3 is 107. Hoe hoger de som, hoe beter → bij winst 1 streepje uitwissen
- Zeven: 2, 2, 3. Dit is de laagst mogelijke worp → De speler die deze werpt schrijft 1 streepje erbij

De hoogste worp wint. Na een ex aequo wordt er nogmaals gegooid met één dobbelsteen - zes is dan het hoogste. De winnaar mag een streepje uitwissen. 
Als hij zand gegooid heeft, mag hij twee streepjes uitwissen; na een soixante-neuf drie. Als iemand met "stoef" wint mag hij twee streepjes wegvegen. 
Als iemand drie apen gooit, wint hij het spel op slag, dit op voorwaarde dat hij daarvoor al minstens één streepje uitgewist had. Zo niet is hij direct uitgeschakeld in het spel. 
Bij een zeven moeten alle spelers een streepje bijschrijven.
Wie als eerste al zijn streepjes uitgewist heeft, wint het spel.
Variant: Azen jagen
Hier tellen alleen de geworpen apen, azen als punt. Wie de derde aas of aap gooit, bestelt een consumptie aan de toog.
Wie de zesde aas, aap gooit  mag proeven van de bestelling. Als de negende aas, aap valt beginnen de andere spelers de dobbelstenen te gooien zo snel ze kunnen, de gooier ervan moet de bestelling opdrinken voor de volgende aas, aap valt. Wanneer hem dat lukt moet de besteller de consumptie betalen, als het hem niet lukt moet hijzelf de bestelling betalen. Aandachtspunten zijn wel de hoeveelheid en het alcoholgehalte.

## Kansen
Onderstaande tabel bevat de kans als functie van het aantal worpen, om beter te gooien dan een combinatie.
| Combinatie | 1 worp | 2 worpen | 3 worpen |
| ---------- | ------ | -------- | -------- |
| 7          | 0,9861 | 0,9998   | 1,0000   |
| 8          | 0,9583 | 0,9983   | 0,9999   |
| 9          | 0,9167 | 0,9931   | 0,9994   |
| 10         | 0,8611 | 0,9807   | 0,9973   |
| 11         | 0,8056 | 0,9622   | 0,9926   |
| 12         | 0,7639 | 0,9443   | 0,9868   |
| 13         | 0,7361 | 0,9304   | 0,9816   |
| 14         | 0,7222 | 0,9228   | 0,9786   |
| 64         | 0,7083 | 0,9149   | 0,9752   |
| 65         | 0,6806 | 0,8980   | 0,9674   |
| 66         | 0,6389 | 0,8696   | 0,9529   |
| 67         | 0,5833 | 0,8264   | 0,9277   |
| 68         | 0,5417 | 0,7899   | 0,9037   |
| 70         | 0,5278 | 0,7770   | 0,8947   |
| 104        | 0,5139 | 0,7637   | 0,8851   |
| 105        | 0,4861 | 0,7359   | 0,8643   |
| 106        | 0,4444 | 0,6914   | 0,8285   |
| 107        | 0,3889 | 0,6265   | 0,7718   |
| 108        | 0,3472 | 0,5739   | 0,7218   |
| 109        | 0,3194 | 0,5368   | 0,6848   |
| 110        | 0,3056 | 0,5177   | 0,6651   |
| 122        | 0,2917 | 0,4983   | 0,6446   |
| 123        | 0,2778 | 0,4784   | 0,6233   |
| 124        | 0,2639 | 0,4581   | 0,6011   |
| 125        | 0,2500 | 0,4375   | 0,5781   |
| 162        | 0,2222 | 0,3951   | 0,5295   |
| 163        | 0,1944 | 0,3511   | 0,4773   |
| 164        | 0,1667 | 0,3056   | 0,4213   |
| 165        | 0,1389 | 0,2585   | 0,3615   |
| 202        | 0,1250 | 0,2344   | 0,3301   |
| 203        | 0,1111 | 0,2099   | 0,2977   |
| 204        | 0,0972 | 0,1850   | 0,2642   |
| 205        | 0,0833 | 0,1597   | 0,2297   |
| 220        | 0,0694 | 0,1341   | 0,1942   |
| 260        | 0,0556 | 0,1080   | 0,1576   |
| zand-2     | 0,0509 | 0,0993   | 0,1451   |
| zand-3     | 0,0463 | 0,0904   | 0,1326   |
| zand-4     | 0,0417 | 0,0816   | 0,1199   |
| zand-5     | 0,0370 | 0,0727   | 0,1070   |
| zand-6     | 0,0324 | 0,0638   | 0,0941   |
| 69         | 0,0046 | 0,0092   | 0,0138   |
| 3 apen     | 0,0001 | 0,0001   |          |